# Rhyacophila philopotamoides
Rhyacophila philopotamoides är en nattsländeart som beskrevs av Mclachlan 1879. Rhyacophila philopotamoides ingår i släktet Rhyacophila och familjen rovnattsländor.

## Underarter
Arten delas in i följande underarter:
- R. p. centralis
- R. p. orientalis